# Ичнянский национальный природный парк
Ичнянский национальный природный парк (укр. Ічнянський національний природний парк) — национальный парк, расположенный в Прилукском районе Черниговской области (Украина).

## История
Ичнянский национальный природный парк был создан по Указу Президента Украины от 21 апреля 2004 г. № 464. Парк был создан с целью сохранения, возобновления и рационального использования обычных и уникальных лесостепных комплексов в верховье реки Удай.

## География
Зоны парка: заповедная зона (22,13 % — 2140,0 га), зона регулируемой рекреации (75,78 % — 7324,7 га), зона стационарной рекреации (0,36 % — 35,0 га), хозяйственная зона (2,33 % — 166,1 га). Штат сотрудников парка: 55 человек, в том числе 1 научный сотрудник и 5 охранников.
В состав парка была включена в постоянное пользование земли Ичнянская городская община. Также без изъятия были включены в состав: дендропарк Тростянец (с сохранением статуса) 204,7 га, Прилукский гослесхоз 4775 га.

## Природа
Ичнянский НПП находится на северо-западе Левобережно-Днепровской лесостепной провинции в бассейне реки Удай. Парк является уникальным для севера Левобережной Украины. 16 % — это леса. Тут сосуществуют такие породы деревьев, как клён, липа, граб и дуб. В парке произрастает множество растений, как лекарственных так обычных. Среди лекарственных есть такие, что занесены в Красную книгу Украины: лилия лесная и плаун летний. Комплексы фауны: луковые степи, дубовые, грабо-дубовые и дубово-сосновые леса, эвтрофные болота. Рельеф парка равнинный.